# Orbamia subaurata
Orbamia subaurata là một loài bướm đêm trong họ Geometridae.